# Вікінг (поїзд)
Потяг комбінованого транспорту «Вікінг» — вантажний потяг, що курсує за маршрутом Чорноморськ (Україна) — Мінськ (Білорусь) — Клайпеда (Литва). Потяг проходить через територію трьох держав і з'єднує ланцюг морських контейнерних і контрейлерних ліній Балтійського регіону з аналогічною системою Чорного, Середземного і Каспійського морів. Регулярний рух поїзда комбінованого транспорту «Вікінг» розпочато 6 лютого 2003.

## Функціонування проєкту
Потяг комбінованого транспорту «Вікінг» — спільний проєкт залізниць Литви, України і Білорусі, стивідорних компаній і портів Клайпеда, Чорноморська та Одеси.
Учасники та оператори проєкту «Вікінг»:
- Литва — відділ АТ «Литовські залізниці» «ЛГ експедиція»
- Білорусь — Республіканське транспортно-експедиційне унітарне підприємство «Белінтертранс — транспортно-логістичний центр» Білоруської залізниці
- Україна:
  - ДП «Український державний центр транспортного сервісу «Ліски»»
  - ТОВ «ТрансКонтейнер Україна»
  - АТ «ПЛАСКЕ»
- Болгарія — ЕООД «БДЖ – Вантажні перевезення» (з 2012 року)

Загальна довжина його маршруту становить 1766 км. Мінімальний інтервал курсування — двічі на тиждень, максимальний — двічі на день. За маршрутом Чорноморськ-Київ-Клайпеда потяг прямує під № 1161, а в зворотному напрямку під № 1162.
У складі «Вікінга» початково було 40 платформ з контейнерами загальною вагою до 6000 тонн. Проте, кількість платформ та інших вагонів може змінюватись залежно від потреб і замовлень. Поїздом перевозяться 20- і 40-футові контейнери, а також напівпричепи та автопотяги (контрейлери), що надходять у порт Клайпеда з країн Скандинавії і Західної Європи морським транспортом, а також через поромну переправу Клайпеда (Литва) — Мукран (Німеччина), і далі вирушають до Білорусі, України, країн Кавказу, Близького Сходу через порти Одеси та Чорноморська, і у зворотному напрямку. До складу поїзду також включаються пасажирські вагони для проїзду водіїв і провідників-вантажовідправників.
Групи вагонів для потягу «Вікінг» готують на великих залізничних станціях України, таких як Київ-Ліски, Донецьк-Ліски, Луганськ-Ліски, Харків-Ліски, Дніпро-Ліски, Нікополь, Запоріжжя-Ліве і Кадіївка, Новомосковськ-Дніпровський і Чорноморська. Відправляється поїзд по понеділках і четвергах зі станцій Поромна, Чорноморськ-Порт і Одеса-Порт. Групи вагонів, які перевозяться з вищевказаних станцій та станції Одеса-Ліски, об'єднуються по станції Одеса-Застава-1. Остаточне об´єднання основного складу поїзда здійснюється на станції Козятин-1. 
Періодичність відправлення поїзда — три рази на тиждень, з морських портів Одеського регіону в понеділок, середу та п'ятницю.

## Історія становлення проєкту
У квітні 2002 року Укрзалізниця, Білоруська залізниця та АТ «Литовські залізниці» підписали Угоду про організаційні і експлуатаційні аспекти комбінованих перевезень в міжнародному сполученні між залізницями України, Білорусі та Литви. Результатом співпраці став проєкт під назвою «Вікінг». 6 лютого 2003 у рейс вирушив перший потяг.
У грудні 2011 року поїзд «Вікінг» отримав сертифікат про реєстрацію товарного знаку «VIKING TRAIN». «Всесвітня організація інтелектуальної власності», в яку входять 185 держав-членів, підтвердила реєстрацію товарного знака до 30 грудня 2021 року.
З 1 лютого 2012 року за рішенням тарифної комісії «Укрзалізниці» на експортно-імпортні перевезення контейнерів по території України у складі потягів «Вікінг» і «ZUBR» застосовується 20% знижка до чинних тарифів.
19 грудня 2012 року, в результаті наради, що пройшла в Києві, до проєкту приєдналась Болгарія.  Також бажання вступити до проєкту виявили й інші країни. Зараз[коли?] ведуться перемовини з Молдовою, Грузією, Туреччиною, Азербайджаном та Скандинавськими країнами.  Раніше зацікавленість проєктом висловлювали Сирія та Ліван. В планах УДЦТС «Ліски» був пошук партнерів з метою подовження маршруту потягу «Вікінг» до ст. Самарканд Узбецької залізниці за участю переправ Чорноморськ – Поті, Баку – Туркменбаші, а також у напрямку Поті – Баку – Актау – Алмати.
До перевезень вантажів територією України збирається із березня 2013 року долучитись також фінський контейнерний перевізник Containerships. 

## Обсяги перевезень
Станом на 6 лютого 2013 року, на 10-ту річницю від початку функціонування проєкту, обсяги перевезень порівняно із 2003 роком збільшилися більш ніж у 100 разів – до 58,9 тис. контейнерів у двадцятифутовому еквіваленті (TEU). 
Україна поступово нарощує обсяги перевезень поїздом комбінованого транспорту «Вікінг» своєю територією. За 10 місяців 2012 року територією України перевезено 11,6 тис. TEU, що у 5 разів більше, ніж за аналогічний період 2011 року, коли було перевезено 2,3 тис. TEU. 

## Відзнаки
На форумі міністрів транспорту Європи та Азії проєкт «Вікінг» оголошено найкращим з організаційної точки зору способом транспортування вантажів.
Комісія Європейського Союзу з питань транспорту визнала потяг комбінованого транспорту «Вікінг» найкращим європейським проєктом 2009 року з перевезення вантажів.